# Maar Hattat
Maar Hattat (tiếng Ả Rập: معر حطاط) là một ngôi làng Syria nằm ở Hish Nahiyah ở huyện Maarrat al-Nu'man, Idlib. Theo Cục Thống kê Trung ương Syria (CBS), Maar Hattat có dân số 798 người trong cuộc điều tra dân số năm 2004.